# Archanara polita
Archanara polita là một loài bướm đêm trong họ Noctuidae.